# Hemiarthrus abdominalis
Hemiarthrus abdominalis är en kräftdjursart som först beskrevs av Henrik Nikolai Krøyer 1840-1841 .  Hemiarthrus abdominalis ingår i släktet Hemiarthrus och familjen Bopyridae. Arten är reproducerande i Sverige. Inga underarter finns listade i Catalogue of Life.